# Harálabos Papadiás
Harálabos Papadiás (in greco Χαράλαμπος Παπαδιάς?; Atene, 24 gennaio 1975) è un ex velocista greco.
In carriera ha vinto il titolo di campione mondiale indoor dei 60 metri piani a Parigi-Bercy 1997 e il bronzo nei 100 metri piani agli Europei di Budapest 1998.

## Record nazionali

### Seniores
- 60 metri piani indoor: 6"50 ( Parigi, 7 marzo 1997)

## Palmarès
| Anno | Manifestazione    | Sede      | Evento      | Risultato        | Prestazione | Note                          |
| ---- | ----------------- | --------- | ----------- | ---------------- | ----------- | ----------------------------- |
| 1994 | Mondiali juniores | Lisbona   | 100 m piani | Quarti di finale | dns         |                               |
| 1996 | Europei indoor    | Stoccolma | 60 m piani  | 4º               | 6"65        |                               |
| 1996 | Giochi olimpici   | Atlanta   | 100 m piani | Batteria         | 10"46       |                               |
| 1997 | Mondiali indoor   | Parigi    | 60 m piani  | Oro              | 6"50        | Record nazionale              |
| 1997 | Mondiali          | Atene     | 100 m piani | Quarti di finale | 10"23       | Miglior prestazione personale |
| 1998 | Europei indoor    | Valencia  | 60 m piani  | Batteria         | 6"71        |                               |
| 1998 | Europei           | Budapest  | 100 m piani | Bronzo           | 10"17       | Miglior prestazione personale |
| 1998 | Europei           | Budapest  | 4×100 m     | 4º               | 39"07       |                               |

## Altre competizioni internazionali
1998
- 6º in Coppa del mondo ( Johannesburg), 100 m piani - 10"15